# Jerzy Pluta

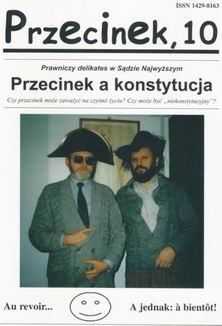
Okładka „Przecinka”, nr 10

Jerzy Pluta (ur. 13 czerwca 1942 w Łubiu) – polski prozaik, krytyk literacki i edytor.

## Życiorys
Urodził się 13 czerwca 1942 roku w Łubiu koło Gliwic, gdzie spędził dzieciństwo i wczesną młodość. W latach 1955–1959 uczęszczał do Liceum Ogólnokształcącego w Pyskowicach. W połowie 1959 roku uległ poważnemu wypadkowi i ponad rok leczył się w Szpitalu Chirurgii Urazowej w Piekarach Śląskich. Od 1960 roku mieszka na Dolnym Śląsku.
W latach 1960–1965 studiował filologię polską na Uniwersytecie Wrocławskim. Na tejże uczelni na podstawie rozprawy Proza Henryka Worcella uzyskał w 1975 roku stopień doktora nauk humanistycznych. Od końca października 1965 roku do lipca 1969 roku pracował w Zakładzie Narodowym im. Ossolińskich-Bibliotece PAN.
Debiutował opowiadaniami w prasie społeczno-kulturalnej w 1963 roku („Odra”, „Tygodnik Kulturalny”). Był członkiem Korespondencyjnego Klubu Młodych Pisarzy przy Związku Młodzieży Wiejskiej (1959–1975), Koła Młodych przy Oddziale Wrocławskim Związku Literatów Polskich (1963–1974) i Związku Literatów Polskich (1975–1983). Od 1989 roku jest członkiem Stowarzyszenia Pisarzy Polskich.
Współinicjator i w latach 1966–1970 członek „Ugrupowania 66”. Współredaktor wrocławskiego periodyku literackiego młodych „Kontrasty/Kontrasty Odrzańskie” (1967–1971).
W latach 1995–2002 redaktor, edytor i autor naczelny zeszytów literackich „Przecinek”.
W 1975 roku otrzymał Nagrodę Literacką im. Stanisława Piętaka (za Okruchy epopei), a w 1980 roku – Nagrodę Fundacji im. Kościelskich w Genewie (za powieść Sto czyżyków).
Prowadzi obserwacje stadnych zachowań czyżyków (Spinus spinus) i wróbli (Passer domesticus), zwłaszcza balkonowych. Niektóre wyniki badań Jerzy Pluta udostępnia w utworach prozatorskich.

## Twórczość

### Powieści, zbiory opowiadań
- Pas. Opowiadania, Wrocław 1967, Wydawnictwo Ossolineum.
- Konie przejadają Polskę. Opowiadania i opowiastki, Wrocław 1974, Wydawnictwo Ossolineum.
- Sto czyżyków (i piórko rajskiego ptaka). [Powieść], Wrocław 1978, Wydawnictwo Ossolineum.
- Melancholijka polonaise. (Wyznania człowieka marginesowego), Bydgoszcz 1987, Galeria Autorska Jacka Solińskiego i Jana Kaji.
- Sto czyżyków (i piórko rajskiego ptaka). Wyd. 2 przejrzane; Piotr Czyżyk zasypia. [Powieść], Kraków 1988, Wydawnictwo Literackie.
- Stacja metra: Franz Kafka. (Małe prozy dawne i nowe), Wrocław 1994, Wydawnictwo „OKiS”.
- Zdania poranne, zdania wieczorne (z lat 1994–2004). Zaciemnienia poranne, rozjaśnienia wieczorne (z lat 2003–2004), Wrocław 2004, Stowarzyszenie Pisarzy Polskich – Oddział we Wrocławiu.
- W maju 2010 roku ląduję bezpiecznie na placu Czerwonym w Moskwie. Małe prozy niepolityczne, Wrocław 2011, Pracownia Literacka Koma.
- Tysiąc pierdołek o pichceniu grochu z kapustą i kawiorem. Małe prozy przecinkowe. # Opowieści i zdania zasłyszane/podsłuchane/przepisane. E-book, Wrocław 2014, Pracownia Literacka Koma.

### Autorskie zeszyty literackie
- Przecinek. Małe prozy i marginalia Jerzego Pluty, Wrocław 1995-2002, z. 1-13

### Wiedza o literaturze
- Okruchy epopei. Proza Henryka Worcella, Wrocław 1974, Wydawnictwo Ossolineum.
- Henryk Bereza: artysta czytacz/pisarz/mistrz/onirysta. Wrocław 2006, Pracownia Literacka Koma.
- od 1965 roku opublikował ok. 200 tekstów krytycznoliterackich (szkice, recenzje, noty, polemiki, wstępy i posłowia) w książkach zbiorowych, drukach ulotnych i czasopismach, m.in. w „Glosach” (Wrocław), „Głosie Młodzieży” (Kraków), „Kontrastach/Kontrastach Odrzańskich” (Wrocław), „Kulturze” (Warszawa), „Literaturze „(Warszawa), „Nadodrzu” (Zielona Góra), „Miesięczniku Literackim” (Warszawa), „Nowym Wyrazie” (Warszawa), „Odrze” (Wrocław), „Opcjach” (Katowice), „Pomostach” (Wrocław), „Przecinku” (Wrocław), „Tygodniku Kulturalnym „(Warszawa), „Ruchu Literackim” (Kraków), „Pracach Literackich” (Wrocław), „Twórczości” (Warszawa), „Przeglądzie Literacko-Artystycznym” (Toruń), „Wiadomościach” (Wrocław).

### Opowiadania w almanachach i antologiach
- Almanach młodych 1962/3. Proza i poezja, Warszawa 1965, Wydawnictwo „Iskry”.
- Pomosty. Wrocławski almanach młodych, Wrocław 1966, Wydawnictwo Ossolineum.
- Pomosty. II wrocławski almanach młodych, Wrocław 1969, Wydawnictwo Ossolineum.
- Zachodem poszły dzieje. Antologia opowiadań o ziemiach zachodnich, Poznań 1970, Wydawnictwo Poznańskie.
- Almanach literacki Korespondencyjnego Klubu Młodych Pisarzy przy Związku Młodzieży Wiejskiej, Warszawa 1970, Ludowa Spółdzielnia Wydawnicza.
- Pomosty. III wrocławski almanach młodych, Wrocław 1973, Wydawnictwo Ossolineum.
- Rodowody. Oprac. Jacek Kajtoch, Jerzy Skórnicki, Warszawa 1974,Wydawnictwo „Iskry”.
- Progi rodzinne. Wybór: Lidia Grochola, Warszawa 1980, „Nasza Księgarnia”.
- Początek epopei. Antologia opowiadań o Ziemiach Zachodnich i Północnych, Poznań 1981, Wydawnictwo Poznańskie.
- Wer bist du, Nachbar? Kim jesteś sąsiedzie? Deutsche und polnische Texte schlesischer Autoren. Red. Ursula Hoentsch, Potsdam 1999, BrandenburgischesLiteraturBuero.

### Prace edytorskie i redakcyjne
- Henryk Worcell, Nocą, kiedy przychodzi świnia. Reportaże, artykuły, wypowiedzi. Wybór i opracowanie…, Wrocław 1976, Wydawnictwo Ossolineum.
- Henryk Worcell, Dzieła wybrane. T. 1-3. Wybór i opracowanie…, Wrocław 1979, Wydawnictwo Ossolineum.
- Ryszard Milczewski-Bruno, Dam znać! (Zdania, rysunki i kolaże – z listów do Jerzego Pluty z lat 1961–1979). Wybór i opracowanie…, Bydgoszcz 1983, Galeria Autorska Jan Kaji i Jacka Solińskiego.
- Ryszard Milczewski-Bruno, Mamo przyszedłem straszyć. Wiersze i rysunki. Wybór: Sławomir Milczewski i..., Grudziądz 2002, Dica.
- Ryszard Milczewski-Bruno, Gdzieś w nas piją wodzowie klęski. Wybrane małe prozy i rysunki. Powieść Jak już, to już Wybór i opracowanie: Sławomir Milczewski i..., Grudziądz 2004, Dica.